# Baloncesto en silla de ruedas en los Juegos Parapanamericanos
El baloncesto en silla de ruedas es uno de los deportes disputados en los Juegos Parapanamericanos. es organizado por la Organización Deportiva Panamericana.
El torneo masculino al igual que el femenino se realizan desde los I Juegos Parapananamericanos de 1999.

## Torneo masculino
| Año           | Sede                     | Medalla de oro     | Medalla de plata   | Medalla de bronce  |
| ------------- | ------------------------ | ------------------ | ------------------ | ------------------ |
| 1999          | Ciudad de México, México | No hay información | No hay información | No hay información |
| 2003          | Mar del Plata, Argentina | No hay información | No hay información | No hay información |
| 2007 Detalles | Río de Janeiro, Brasil   | Estados Unidos     | Canadá             | Brasil             |
| 2011 Detalles | Guadalajara, México      | Estados Unidos     | Colombia           | Canadá             |
| 2015 Detalles | Toronto, Canadá          | Estados Unidos     | Canadá             | Argentina          |
| 2019 Detalles | Lima, Perú               | Estados Unidos     | Canadá             | Colombia           |
| 2023 Detalles | Santiago, Chile          | Estados Unidos     | Colombia           | Canadá             |
| 2027          | Barranquilla, Colombia   | Bandera de ?       | Bandera de ?       | Bandera de ?       |

### Medallero
Actualizado Santiago 2023, no se considera ediciones 1999 y 2003 al no contar con datos fiables
| Núm. | País           | Oro | Plata | Bronce | Total |
| ---- | -------------- | --- | ----- | ------ | ----- |
| 1    | Estados Unidos | 5   | 0     | 0      | 5     |
| 2    | Canadá         | 0   | 2     | 2      | 4     |
| 3    | Colombia       | 0   | 2     | 1      | 3     |
| 4    | Argentina      | 0   | 0     | 1      | 1     |
| 4    | Brasil         | 0   | 0     | 1      | 1     |

## Torneo femenino
| Año           | Sede                     | Medalla de oro     | Medalla de plata   | Medalla de bronce  |
| ------------- | ------------------------ | ------------------ | ------------------ | ------------------ |
| 1999          | Ciudad de México, México | No hay información | No hay información | No hay información |
| 2003          | Mar del Plata, Argentina | No hay información | No hay información | No hay información |
| 2007 Detalles | Río de Janeiro, Brasil   | Estados Unidos     | Canadá             | México             |
| 2011 Detalles | Guadalajara, México      | Estados Unidos     | Canadá             | Brasil             |
| 2015 Detalles | Toronto, Canadá          | Estados Unidos     | Canadá             | Brasil             |
| 2019 Detalles | Lima, Perú               | Estados Unidos     | Canadá             | Brasil             |
| 2023 Detalles | Santiago, Chile          | Estados Unidos     | Canadá             | Brasil             |
| 2027          | Barranquilla, Colombia   | Bandera de ?       | Bandera de ?       | Bandera de ?       |

### Medallero
Actualizado Santiago 2023, no se considera ediciones 1999 y 2003 al no contar con datos fiables
| Núm. | País           | Oro | Plata | Bronce | Total |
| ---- | -------------- | --- | ----- | ------ | ----- |
| 1    | Estados Unidos | 5   | 0     | 0      | 5     |
| 2    | Canadá         | 0   | 5     | 0      | 5     |
| 3    | Brasil         | 0   | 0     | 4      | 4     |
| 4    | México         | 0   | 0     | 1      | 1     |

## Medallero ambas ramas
Actualizado Santiago 2023, no se considera ediciones 1999 y 2003 al no contar con datos fiables
| Núm. | País           | Oro | Plata | Bronce | Total |
| ---- | -------------- | --- | ----- | ------ | ----- |
| 1    | Estados Unidos | 10  | 0     | 0      | 10    |
| 2    | Canadá         | 0   | 8     | 2      | 10    |
| 3    | Colombia       | 0   | 2     | 1      | 3     |
| 4    | Brasil         | 0   | 0     | 5      | 5     |
| 5    | Argentina      | 0   | 0     | 1      | 1     |
| 5    | México         | 0   | 0     | 1      | 1     |
|      | Total          | 10  | 10    | 10     | 30    |